# Brexit
Brexit (/ˈbrɛksɪt, ˈbrɛɡzɪt/;; cuvânt telescopat din „British” și „exit”) a fost retragerea din Uniunea Europeană⁠(d) și din Euratom a Regatului Unit. Regatul Unit este prima și până în prezent singura țară care a părăsit UE, după ce a fost 47 de ani stat membru al UE și al predecesoarei sale, Comunitatea Europeană (CE), de la 1 ianuarie 1973. A continuat să participe la Uniunea vamală a Uniunii Europene și Piața Unică Europeană într-o perioadă de tranziție care s-a încheiat la 31 decembrie 2020 la 23:00 GMT (00:00 CET). 
Guvernul Regatului Unit⁠(d) anunțase în mod oficial retragerea țării în martie 2017, începând negocierile cu Uniunea Europeană pentru Brexit⁠(d). Regatul Unit s-a retras din UE la 23:00 GMT (00:00 CET) la 31 ianuarie 2020, începând o perioadă de tranziție care s-a încheiat la 31 decembrie 2020. În perioada de tranziție de 11 luni, Marea Britanie și UE au negociat viitoarea lor relație. Marea Britanie a rămas supusă legislației Uniunii Europene și a rămas parte a Uniunii vamale a UE și a Pieței Unice Europene în perioada de tranziție, dar nu a mai fost reprezentată în organismele sau instituțiile politice ale UE.

## Istoric
Retragerea a fost susținută de eurosceptici și respinsă de proeuropeni, ambele categorii provenind din aproape tot spectrul politic. Marea Britanie s-a alăturat Comunităților Europene (CE) (principal Comunitatea Europeană (EEC)) în 1973, calitatea de membru în continuare fiind aprobată printr-un referendum din 1975. În anii 1970–1980, retragerea din UE a fost pledată în principal de stânga politică, de exemplu în manifestul electoral al Partidului Laburist din 1983. Începând cu anii 1990, aripa eurosceptică a Partidului Conservator a crescut și a condus o rebeliune asupra ratificării Tratatului de la Maastricht din 1992 care a instituit UE. Aripa eurosceptică a Partidului Conservator a condus o rebeliune în ratificarea tratatului și, cu Partidul pentru independența Regatului Unit (UKIP) și campania People's Pledge a presat pe Prim-ministru conservator David Cameron de a organiza un referendum privind continuarea Calitatea de membru al UE, care a avut loc în iunie 2016. Cameron, care a făcut campanie pentru a rămâne, și-a dat demisia după rezultat și a fost succedat de Theresa May.
La 29 martie 2017, guvernul Regatului Unit a început oficial procesul de retragere prin invocarea articolului 50 din Tratatul privind Uniunea Europeană cu permisiunea Parlamentului. May a convocat o alegere generală în iunie 2017, care a avut ca rezultat un guvern minoritar conservator susținut de Partidul Democrat Unionist. Negocierile de retragere Marea Britanie-UE au început mai târziu în acea lună. Marea Britanie a negociat să părăsească uniunea vamală și Piața Unică a UE. Aceasta a dus la un acord de retragere din noiembrie 2018, dar parlamentul Regatului Unit a votat împotriva ratificării acestuia de trei ori. Partidul Laburist a dorit orice acord pentru menținerea unei uniuni vamale, în timp ce mulți conservatori s-au opus acordului financiar al acordului, precum și „Irish backstop” conceput pentru a preveni controalele la frontieră dintre Irlanda de Nord și Republica Irlanda. Liberalii Democrați, Partidul Național Scoțian și alții au căutat să inverseze Brexit-ul printr-un al doilea referendum propus.
În martie 2019, parlamentul Regatului Unit a votat pentru luna mai pentru a solicita UE să întârzie Brexit-ul până în aprilie, iar mai târziu în octombrie. După ce nu a reușit să obțină acordul aprobat, May și-a dat demisia din funcția de prim-ministru în iulie și a fost succedată de Boris Johnson. El a încercat să înlocuiască anumite părți ale acordului și a promis să părăsească UE până la noul termen. La 17 octombrie 2019, guvernul Regatului Unit și UE au convenit un acord de retragere revizuit, cu noi aranjamente pentru Irlanda de Nord. Parlamentul a aprobat acordul pentru control suplimentar, dar a respins trecerea acestuia în lege înainte de data de 31 octombrie și a obligat guvernul (prin „Legea Benn”) să ceară o a treia întârziere Brexit. La 12 decembrie au avut loc alegeri generale anticipate. Conservatorii au câștigat o majoritate mare la alegerile respective, Johnson declarând că Marea Britanie va părăsi UE la începutul anului 2020. Acordul de retragere a fost ratificat de Marea Britanie la 23 ianuarie și de UE la 30 de ianuarie și a intrat în vigoare la 31 ianuarie.
Multe efecte ale Brexitului depind de cât de strânsă va fi relația Marea Britanie cu UE sau dacă perioada de tranziție expiră fără a fi convenit termenii (un „Brexit fără acord”). Consensul larg dintre economiști este acela că Brexit-ul va dăuna economiei Regatului Unit și va reduce venitul real pe cap de locuitor pe termen mediu și lung și că referendumul în sine a afectat economia. Brexitul va reduce probabil imigrația din țările din Spațiul Economic European (SEE) în Marea Britanie și prezintă provocări pentru învățământul superior, cercetarea academică și securitatea din Marea Britanie. În urma Brexit-ului, legislația UE și Curtea de Justiție a UE nu vor mai avea supremația asupra legilor britanice sau a Curții Supreme, decât într-o măsură temporară convenită într-un acord de retragere. Legea Uniunea Europeană (Retragere) păstrează legislația comunitară relevantă ca drept intern, pe care Marea Britanie ar putea apoi să o modifice sau să o abroge.

## Cronologie
Evenimentele majore ale Brexit-ului cuprind și cele de mai jos.

### 2016
23 iunie: are loc referendumul în Regatul Unit al Marii Britanii și Irlandei de Nord

### 2017
29 martie: Theresa May activează Articolul 50 al Tratatului privind Uniunea Europeană și demarează procesul de ieșire din UE

### 2019
- 15 ianuarie: Camera Comunelor a Parlamentului Regatului Unit respinge prin vot acordul negociat de Theresa May[26]
- 12 martie: Camera Comunelor respinge pentru a doua oară acordul de retragere[27]
- 29 martie: este respins prin vot acordul de retragere[28]
- 20 decembrie: acordul de retragere negociat de Boris Johnson a fost adoptat de Parlamentul britanic[29][30]

### 2020
- 31 ianuarie[31]: Regatul Unit părăsește oficial Uniunea Europeană.